# Ataenius acutulus
Ataenius acutulus är en skalbaggsart som beskrevs av Schmidt 1913. Ataenius acutulus ingår i släktet Ataenius och familjen Aphodiidae. Inga underarter finns listade.